# Patrice Estanguet
Patrice Estanguet (* 19. April 1973 in Pau) ist ein ehemaliger französischer Kanute.

## Erfolge
Patrice Estanguet gewann bei den Olympischen Spielen 1996 in Atlanta die Bronzemedaille im Kanuslalom mit dem Einer-Canadier. Bei dem Wettkampf wurden zwei Läufe durchgeführt, wobei der schnellste für die Gesamtwertung herangezogen wurde. Nach 152,84 Punkten im ersten Lauf gelang es ihm nach 160,89 Punkten im zweiten Lauf nicht, sich nochmal zu verbessern. Nur der Slowake Michal Martikán und Lukáš Pollert aus Tschechien waren noch schneller gewesen.
Ein Jahr später belegte er in Três Coroas bei den Weltmeisterschaften im Mannschaftswettbewerb mit dem Einer-Canadier den zweiten Platz. 1999 wurde er mit der Mannschaft in La Seu d’Urgell Dritter sowie 2003 in Augsburg nochmals Zweiter. Dazwischen schloss er die Weltmeisterschaften 2002 in Bourg-Saint-Maurice in der Einzelkonkurrenz auf Rang drei ab.
Sein jüngerer Bruder Tony Estanguet war ebenfalls Kanute im Slalom und wurde dreifacher Olympiasieger.